# Mergus
Mergus är ett släkte änder som alla kallas skrakar.

## Taxonomi
Mergus är ett litet släkte vars taxonomiska status har skiftat genom tiderna. Tidigare förde man även salskrake (Mergellus albellus) och kamskrake (Lophodytes cucullatus) till släktet. Många taxonomer för idag släktena Mergus, Mergellus och Lophodytes till släktgruppen Mergini och placerar denna släktgrupp i underfamiljen Merginae tillsammans med exempelvis ejdrarna i Somateria, kniporna i Bucephala och svärtorna i Melanitta.

## Arter inom släktet

### Nu levande arter
- Småskrake (Mergus serrator)
- Amurskrake (Mergus squamatus)
- Cerradoskrake (Mergus octosetaceus)
- Storskrake (Mergus merganser)

Tidigare har släktet även omfattat:
- Kamskrake (Lophodytes cucullatus)
- Salskrake (Mergellus albellus)

### Utdöda arter

#### Nyligen utdöda
- Nyazeelandskrake (Mergus australis) – utdöd, cirka 1902
- Chathamskrake (Mergus millineri) – utdöd förhistorisk art

#### Fossila arter
Fossila arter inom släktet som har beskrivits är:
- Mergus miscellus från mellersta miocen (crka 14 miljoner år sedan, funna i Barstovian i Virginia, USA
- Mergus connectens mellersta pleistocen i Centraleuropa som levde någon gång mellan 800 000 och 125 000 år sedan.
- Obeskrivet fossil finns dokumenterat från mellersta miocen från Sajóvölgyiformationen 12–13 miljoner år sedan, från Mátraszõlõs i Ungern.

## Utseende och anatomi
Arterna inom släktet är stora dykänder med lång och rund näbb som utgör ett kraftigt griporgan. Den används för att fånga mindre fiskar, som utgör deras huvudsakliga föda. Huvudets nackfjädrar är mer eller mindre förlängda.

## Biotop och häckning
De vistas både vid sött och salt vatten. Merparten av arterna lever i sött vatten, främst i flodbiotoper och det är framför allt småskraken som återfinns ute till havs. Under häckningsperioden lever de parvis eller i flockar.

## Övrigt
I köttet finns mycket tran vilket gör dem ointressanta för jägare. Innan den flådda skraken tillagas bör kroppen läggas i mjölk för att avlägsna tranet.